# ۱۴۳۰ (قمری)
۱۴۳۰ (قمری)، هزار و چهارصد و سی‌امین سال در گاه‌شماری هجری قمری قراردادی سالی عادی است.
 
اول محرم این سال روز دوشنبه: (۹ دی ۱۳۸۷ هجری خورشیدی) برابر با بیست و نهم دسامبر سال ۲۰۰۸ میلادی است.